# Задужбина Милоша Црњанског
Задужбина Милоша Црњанског је основана на иницијативу Видосаве Црњански са циљем да очува сећање на лик и дело супруга. Налази се у улици Дечанска 8/I/111 у Београду.

## Историја
Задужбина Милоша Црњанског је званично основана 7. јуна 1980. године, а 6. јула 1978. је Видосава Црњански предосећајући своју смрт сачинила тестамент у свом стану у Београду, улици Маршала Толбухина 81, и њиме завештала фонд будуће Задужбине. Тестаментом је одређено да ће Задужбином управљати Управни одбор који ће чинити Никола Милошевић, Борислав Михајловић Михиз и Вељко Ковачевић. Њима су се придружили Бошко Петровић, Милош Стамболић, Владимир Стојшин и Милорад Ђурић. За председника Задужбине је 7. јуна 1980. изабран Никола Милошевић који је ту дужност обављао целог живота. Основни циљеви Задужбине су, како је то и у тестаменту Видосаве Црњански назначено, да трајно чува успомену на Милоша Црњанског, да брине о објављивању његових дела у земљи и иностранству, као и да подстиче домаће књижевно стваралаштво додељујући награду „Милош Црњански” домаћем писцу за најбољу прву књигу из свих области у којима се огледао и сам Црњански (роман, приповетка, поезија, драма, есеј, путопис, мемоаристика), као и награду „Стражилово” за најбољи студентски рад о делу Милоша Црњанског. Ове награде се додељују од 1981. сваке друге године, а до данас је додељено четрдесет и пет награда „Милоша Црњанског” и две награде „Стражилово”. Међу добитницима награде „Милоша Црњанског” су Борислав Пекић, Борислав Михајловић Михиз, Радослав Петковић, Милосав Тешић, Душан Ковачевић, Дејан Медаковић, Мирослав Поповић, Јудита Шалго, Александар Гаталица, Гордана Ћирјанић, Милош Комадина и други, а награду „Стражилово” су добили Мило Ломпар и Гордана Јањушевић. Године 1990. Задужбина Милоша Црњанског почиње и са својом издавачком делатношћу када су објавили јубиларно издање у једном тому Сеобе и Друга књиге Сеоба. Од 1993. су покренули свој највећи пројект – приређивање и објављивање целокупних дела Милоша Црњанског под насловом Дела Милоша Црњанског, а по принципима критичког издања. До сада су објавили десет томова Лирика, Код Хиперборејаца, Сеобе, Друга књига Сеоба, Путописи 1–2, Приповедна проза, Књига о Микеланђелу и Есеји и чланци 1–2. Задужбина Милоша Црњанског је издала и три зборника Сербиа и коментари 1988—89, 1990—91. и 1993—95.

## Галерија
- Табла са натписом.
- Слика Милоша Црњанског на улазу.